# Gustav Krüger (Gewerkschafter)
Gustav Krüger (* 27. Oktober 1885 in Herford; † 18. April 1967) war ein deutscher Gewerkschafter und sozialdemokratischer Politiker.

## Leben
Krüger machte zunächst eine Ausbildung im Eisenwarenhandel, arbeitete später in der Textilindustrie. Seit 1906 war er Mitglied der SPD und des freigewerkschaftlichen Deutschen Textilarbeiterverbandes. Zwischen 1919 und 1933 war er Geschäftsführer des Verbandes. Zeitweise war er auch Vorsitzender des ADGB in Bocholt. Außerdem war Krüger in den Jahren 1919 bis 1933 Stadtverordneter.
Zu Beginn der Zeit des Nationalsozialismus verlor er seine Ämter. Er wurde von der Gestapo verhaftet. Seit 1934 war Krüger Besitzer einer Heißmangel.
In den Jahren 1945 und 1946 war er Mitglied des Magistrats von Bocholt und erneut Gewerkschaftsgeschäftsführer. Außerdem war er Vorsitzender der SPD in der Stadt. Zwischen 1945 und 1961 war er Stadtverordneter, Fraktionsvorsitzender der SPD und stellvertretender Bürgermeister in Bocholt.
Im Jahr 1946 gehörte er dem Provinzialrat für Westfalen und 1946 und 1947 dem ernannten Landtag von Nordrhein-Westfalen an.

## Ehrungen
- Bundesverdienstkreuz am Bande (22. Juni 1954)[1]

## Würdigungen
- Benennung eines Verkehrswegs in Bocholt: Der Gustav-Krüger-Weg[2]